# Тетевенска Баба
 Тази статия е за връх Тетевенска Баба.  За други значения вижте Баба (пояснение).  
Баба (Тетевенска Баба) е връх в Златишко-Тетевенска планина, дял от Средна Стара планина, България, висок е 2071 метра.

## Местоположение
Издига се на север от село Антон, надморската му височина е 2071 метра, което го прави един от най-високите върхове в Стара планина. Северните и южните склонове са стръмни и ерозирали, като северните се спускат към река Черни Вит. В съседство се намира хижа „Момина поляна“. Изграден е от гранодиорити, покрит с планинско-ливадни и кафяви горски почви, като билата му са затревени и се използват за пасища. На места растат иглолистни и букови гори.